# Aname maculata
Espèce
Synonymes
- Ixamatus maculatus Rainbow & Pulleine, 1918

Aname maculata est une espèce d'araignées mygalomorphes de la famille des Anamidae.

## Distribution
Cette espèce est endémique d'Australie-Occidentale. Elle se rencontre vers Armadale.

## Description
La carapace de la femelle holotype mesure 4,7 mm de long sur 3,4 mm et l'abdomen 5,8 mm de long sur 3,2 mm.

## Publication originale
- Rainbow & Pulleine, 1918 : Australian trap-door spiders. Records of the Australian Museum, vol. 12, p. 81-169 (texte intégral).